# 郭家店站
郭家店站是一个京哈线上的铁路车站，位于吉林省梨树县郭家店镇，建于1901年，目前为四等站，邮政编码为136502。目前客运：办理旅客乘降；行李、包裹托运；货运：办理整车货物发到；办理整车货物承运前保管；危险货物仅办理农药、化肥发到。
车站设有2条正线、2条到发线、1条集结线:688；车站设有往吉林省植物油集团慧泽油脂、中国农业生产资料集团、中央储备粮四平直属库等单位的专用线。